# Rio del Piombo

Le rio del Piombo (canal du plomb) est un canal de Venise dans le sestiere de Castello. 

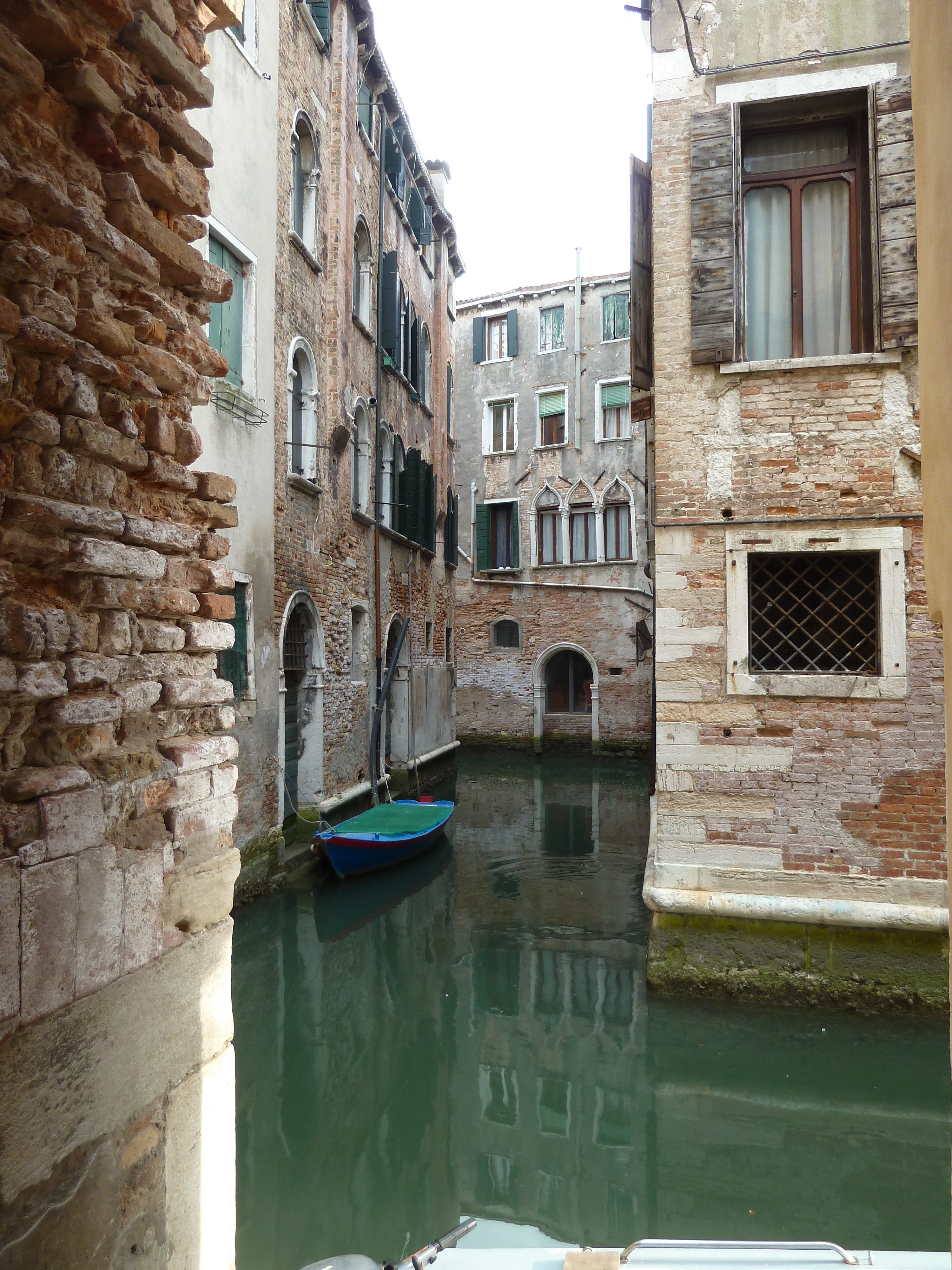
image d'atmosphère

## Origine
Le canal s'appelait à l'origine rio del Brusa Piombo, référence à un fondeur de plomb actif ici au XVIe siècle.

## Description
Le rio del Piombo a une longueur de 279 mètres. Il part du rio della Fava en dents de scie vers l'est-sud-est pour tourner ensuite vers le nord juste avant même d'atteindre le rio de Santa Maria Formosa et va rejoindre le rio di Santa Marina.
À son embouchure avec le rio della Fava se situe le Palais Bembo Boldù; son cours longe le palais Cavazza le long du fondamenta del Pistor; enfin, à son embouchure avec le rio de Santa Marina se trouve le Palais Marcello Pindemonte Papadopoli.

## Ponts
Divers ponts traversent ce rio, d'ouest en est:

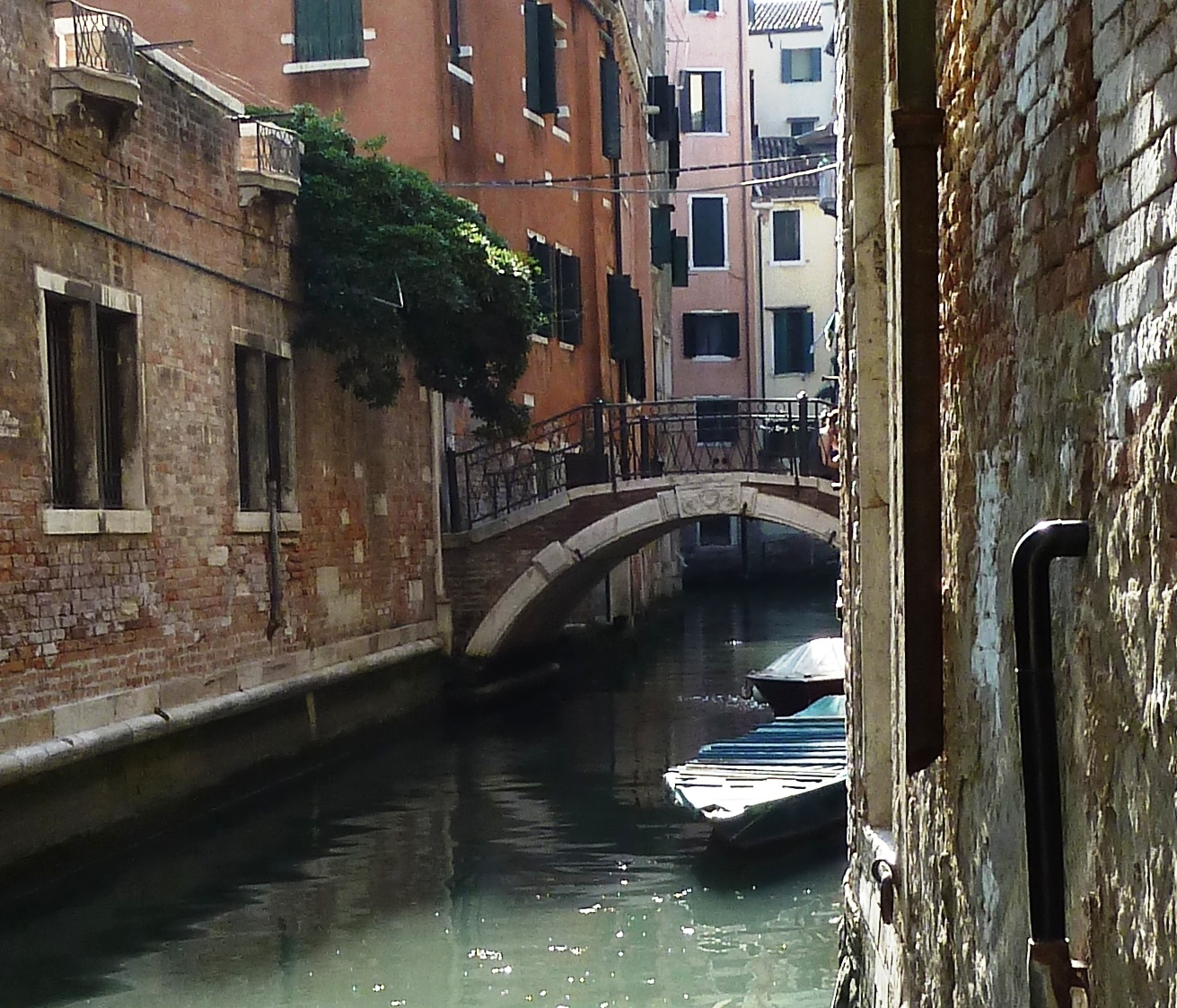
le Ponte del Pistor sur la calle du même nom; l'art des pistori se réferrait à des vendeurs de pain et étaient attribués à l'École des Albanais à San Maurizio
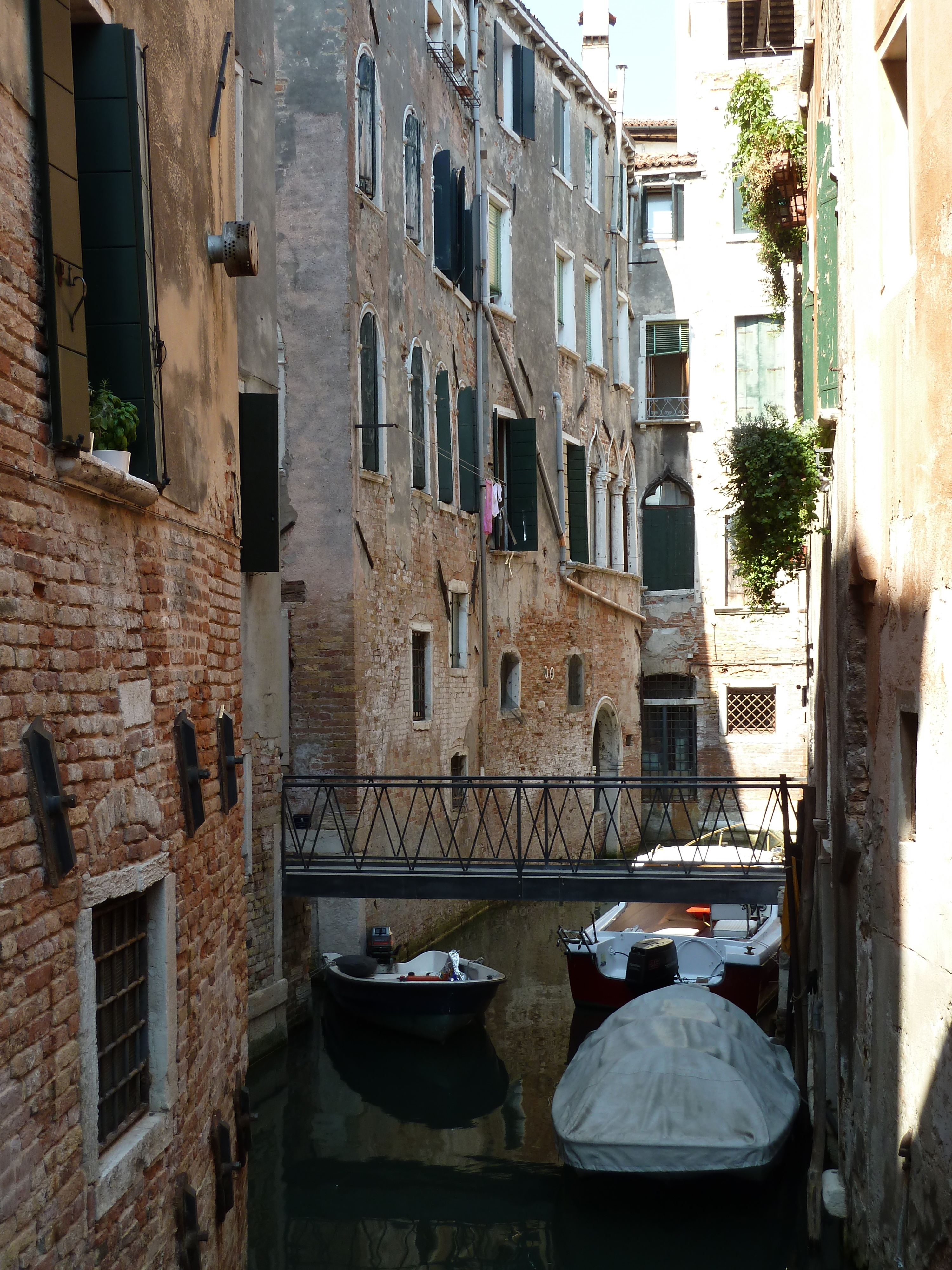
Pont privé calle de le Vele
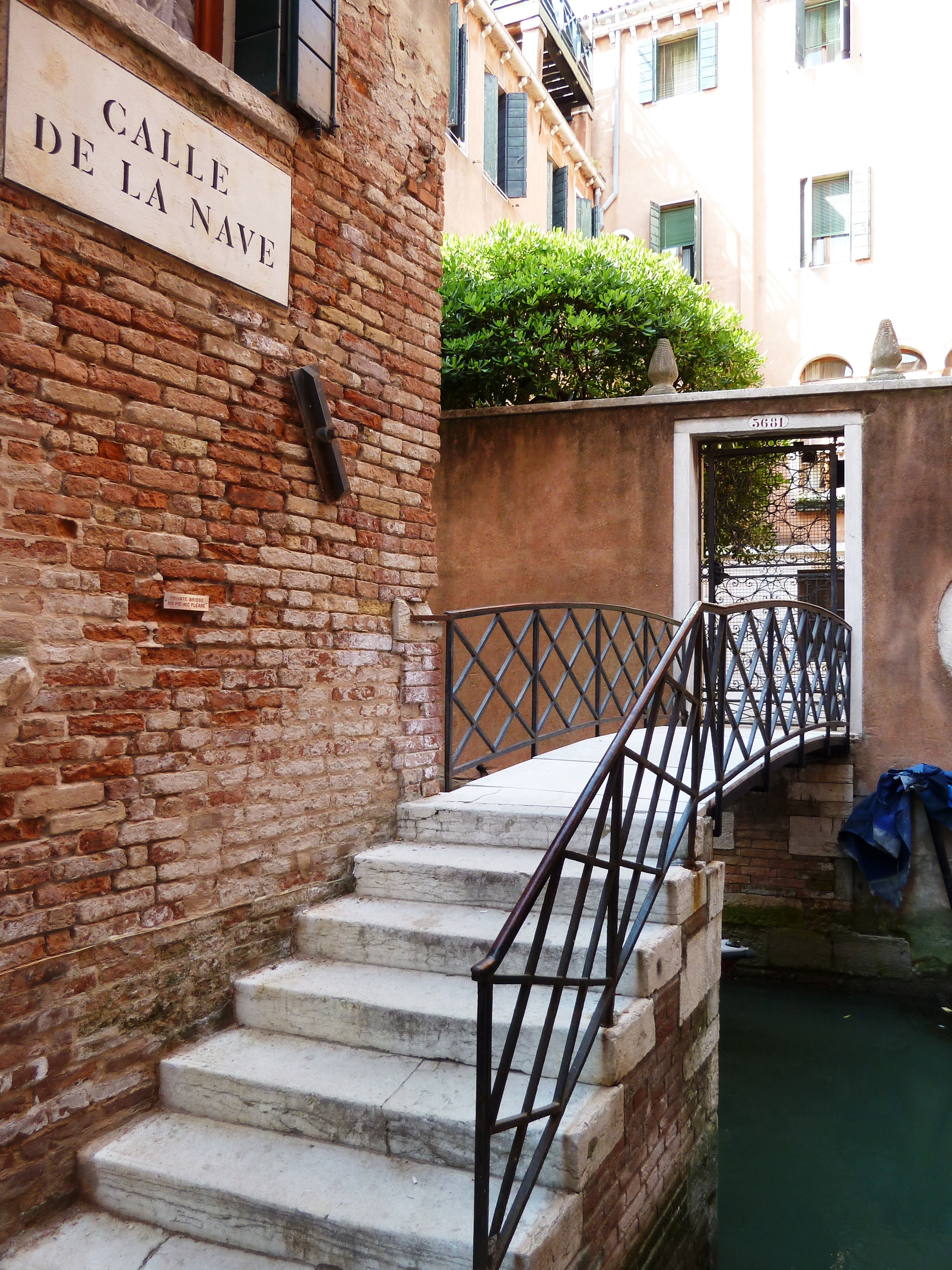
Pont privé calle de le Nave
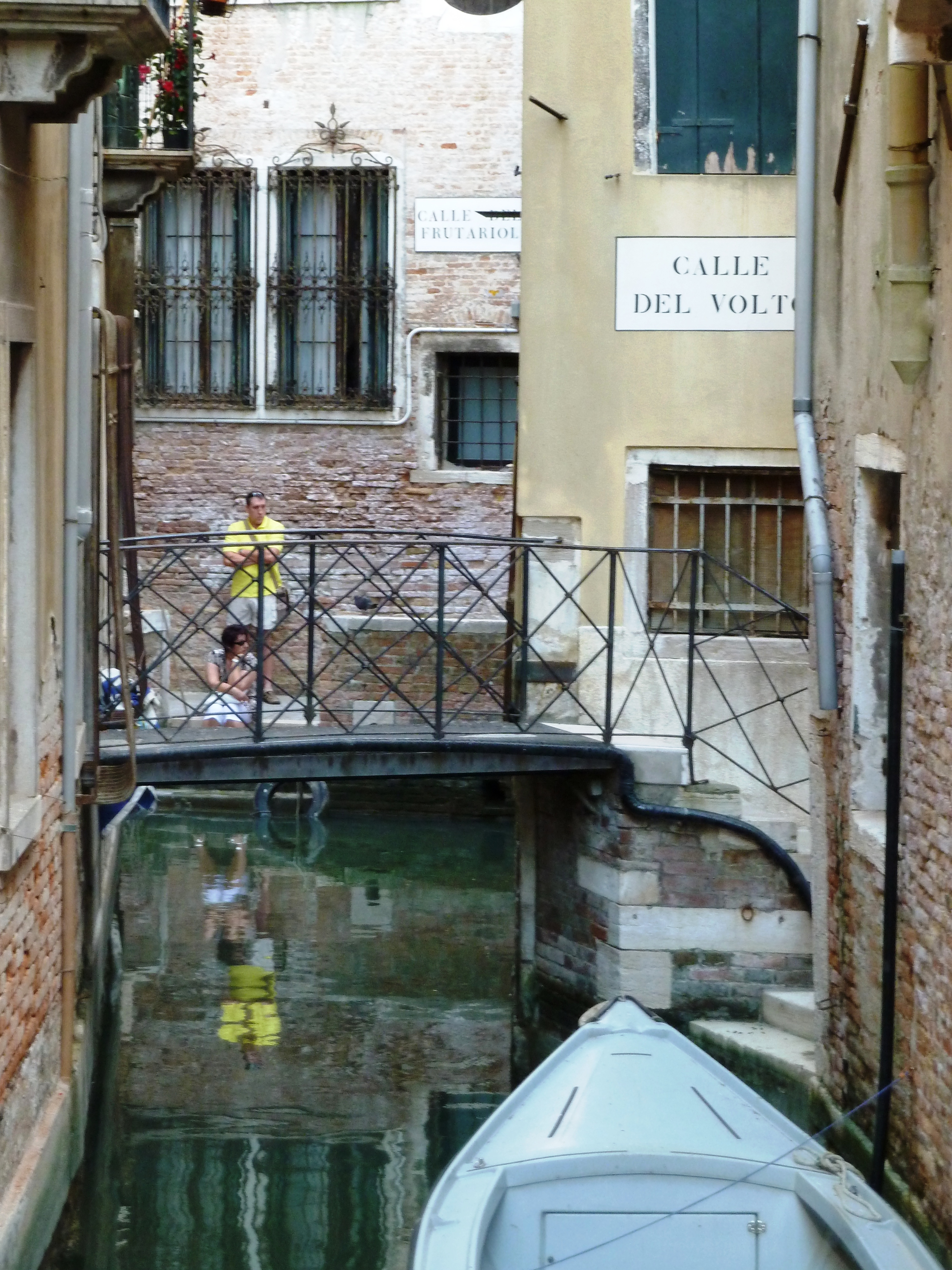
Pont privé Corte del Volto
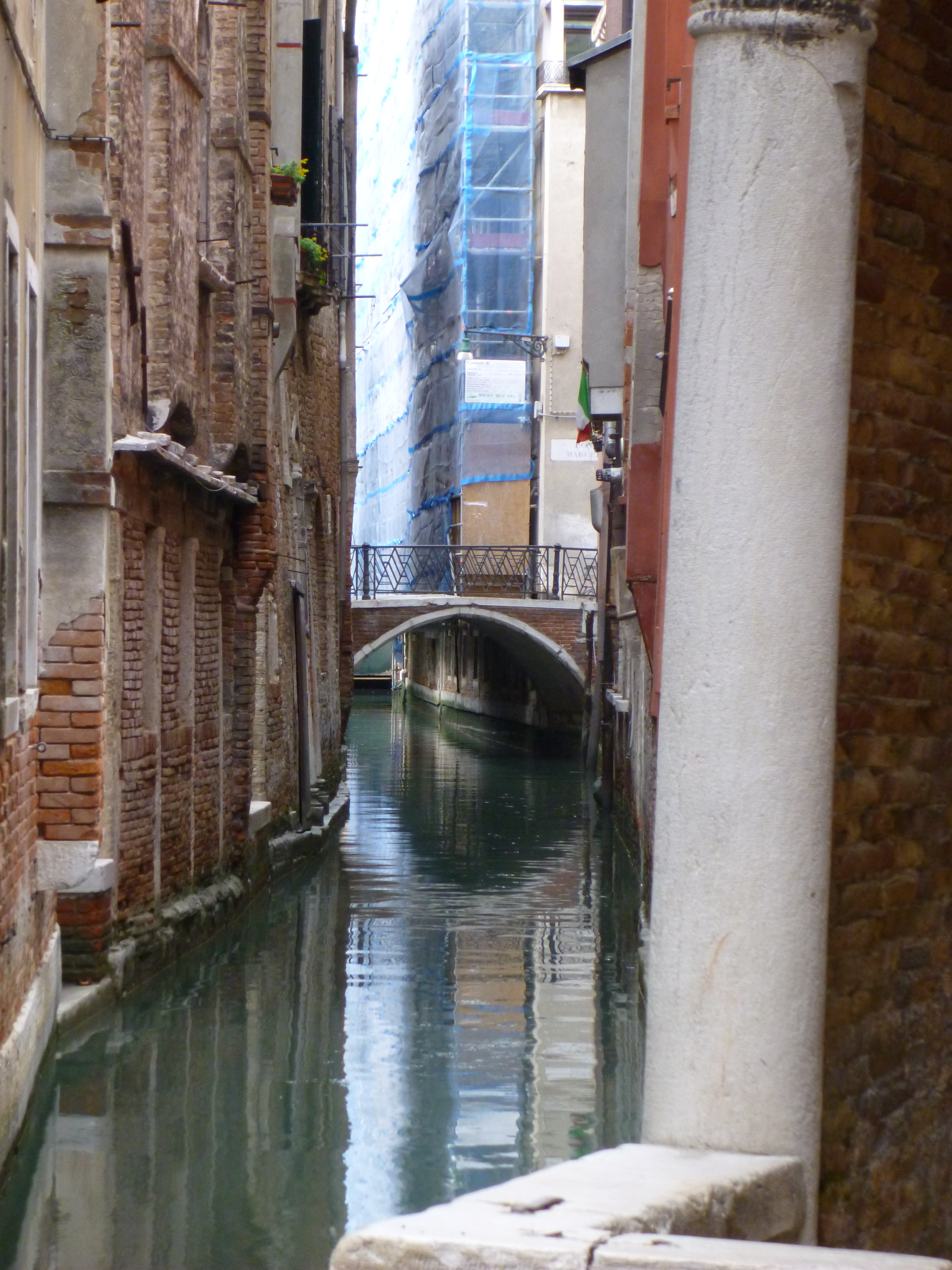
le Ponte Marcello ou Pindemonte près du Campo Santa Marina, d'après le palais Marcello Pindemonte Papadopoli proche, qui passa en 1701 sous contrôle de la famille véronèse Pindemonte